# Bells vireo
Bells vireo (Vireo bellii  in het Engels bekend als Bell's Vireo) is een kleine Noord-Amerikaanse zangvogel uit de familie van de vireo's (Vireonidae). John James Audubon beschreef de vogel in 1844 en vernoemde de vogel naar John Graham Bell, een collega vogelverzamelaar en preparateur die de vogel bemachtigde.

## Kenmerken
Bells vireo is olijfgrijs met een wittige onderkant en wordt 12 tot 13 cm groot. Het zangvogeltje heeft een lichte witte oogring, alsook zwakke strepen op de vleugels.

## Verspreiding en leefgebied
De soort komt voor in Noord- en Midden-Amerika en telt vier ondersoorten:
- V. b. pusillus: van centraal Californië tot noordelijk Baja California.
- V. b. arizonae: Nevada, Utah, Arizona en zuidwestelijk New Mexico en noordwestelijk Mexico.
- V. b. medius: zuidelijk New Mexico en westelijk Texas.
- V. b. bellii: de centrale en zuidelijke Verenigde Staten.

## Status
De ondersoort Vireo bellii subsp. pusillus (Engels: Least Bell's Vireo) leeft in de Amerikaanse staat Californië en is er bedreigd door het verlies aan waterrijke leefgebieden en door het broedparasitisme van de bruinkopkoevogel. Echter, de totale Noord-Amerikaanse populatie neemt toen daarom staat de vogel sinds 2018 als niet bedreigd op de Rode Lijst van de IUCN.